# الرساعة (حزم العدين)

تعديل مصدري - تعديل

الرساعة محلة تابعة لقرية وادي عظمان، التابعة لعزلة حقين بمديرية حزم العدين إحدى مديريات محافظة إب في الجمهورية اليمنية، بلغ تعداد سكانها 42 حسب تعداد اليمن لعام 2004.